# Paynesville (Liberia)
Paynesville (soms ook wel Paynesward genoemd) is een stad ten oosten van Monrovia, de hoofdstad van het West-Afrikaanse land Liberia. De stad maakt deel uit van het Greater Monrovia District.
In de stad stond, tot de sloop in 2011, het hoogste bouwwerk van Afrika: de Paynesville Omega zendmast. Ook het Samuel Kanyon Doe sportcomplex bevindt zich in Paynesville. Het wordt vooral voor voetbal en atletiek gebruikt.
Daarnaast staat Paynesville bekend om zijn populaire stranden, restaurants, hotels en nachtclubs.